# ヴィクター・フランケンシュタイン
ヴィクター・フランケンシュタイン（ヴィクトル・フランケンシュタイン、Victor Frankenstein）は、メアリー・シェリーのゴシック小説『フランケンシュタイン』の登場人物。

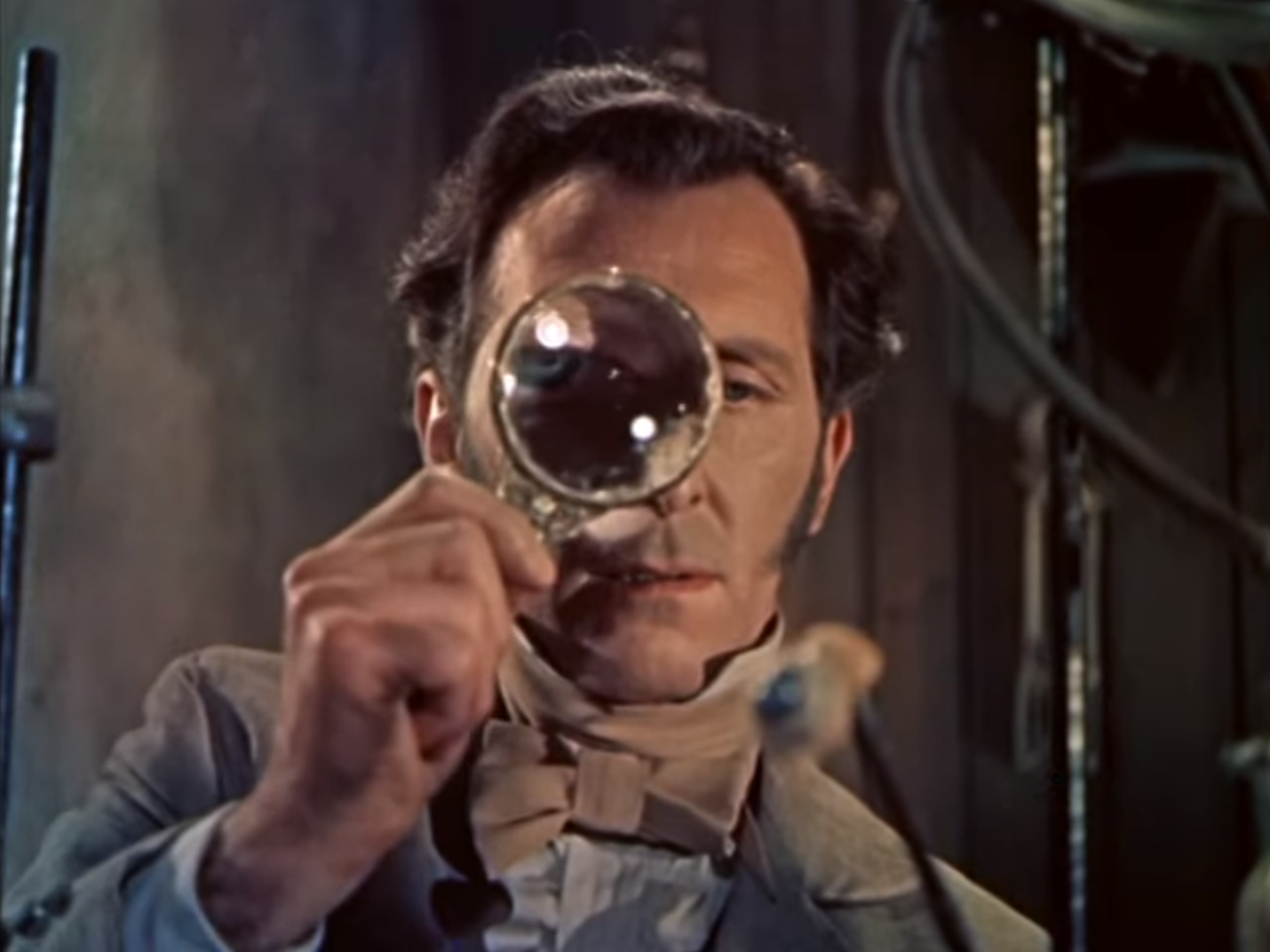
1957年版の映画で創造者を演じたピーター・カッシング

## 概要
スイスで生まれ、ドイツで学んだ。死体を集めてつなぎ合わせた人造人間でフランケンシュタインの怪物を創造した。北極海で亡くなった。マッドサイエンティストの原型といわれる。
原作小説には登場しないが、1939年の映画『フランケンシュタインの復活』以降は、背骨の曲がった助手イゴール (Igor) がいることが多い。
アメリカン・フィルム・インスティチュート (AFI) が「AFIアメリカ映画100年シリーズ」の一環として選出した『アメリカ映画の名セリフベスト100』では、1931年の映画『フランケンシュタイン』での台詞「It's alive! It's alive!」（「生きてる、生きてる!」）が49位にランクインしている。

## その他の作品におけるヴィクター・フランケンシュタイン
- 武器人間
- フランケンウィニー（1984年版、2012年版）
- デビルサマナーシリーズ

## 映画で演じた俳優
- フランケンシュタインの逆襲（1957年） - ピーター・カッシング
- フランケンシュタインの復讐（1958年） - ピーター・カッシング
- フランケンシュタイン（1994年） - ケネス・ブラナー
- フランケンシュタイン（2004年） - アレック・ニューマン
- ヴィクター・フランケンシュタイン（2015年） - ジェームズ・マカヴォイ
- Frankenstein（2025年） - オスカー・アイザック